# Феруцано
Феруцано је насеље у Италији у округу Ређо ди Калабрија, региону Калабрија.
Према процени из 2011. у насељу је живело 302 становника. Насеље се налази на надморској висини од 398 м.

## Становништво
Према резултатима пописа становништва 2011. у општини је живело 745 становника.
| 1951. | 1961. | 1971. | 1981. | 1991. | 2001. | 2011. |
| ----- | ----- | ----- | ----- | ----- | ----- | ----- |
| 2.068 | 1.556 | 1.154 | 954   | 916   | 852   | 745   |